# ويلنر بيكوانت
ويلنر بيكوانت (بالإنجليزية: Wilner Piquant)‏ (مواليد 4 ديسمبر 1951) لاعب كرة قدم سابق في مركز حراسة المرمى من جمهورية هايتي. سبق أن لعب مع نادي فيوليت.

## مسيرته
شارك في كأس العالم 1974 في ألمانيا مع منتخب هايتي لكرة القدم، كان مركزه حارس مرمى. لعب في ثلاث مباريات في تصفيات كأس العالم 1978 وست مباريات في تصفيات كأس العالم 1982، آخرها انتهت بتعادل 1-1 مع المكسيك في بطولة الكونكاكاف 1989 في تيغوسيغالبا. في عام 1978، شارك في الدوري الكندي الوطني مع نادي أتاوا تايجرز.